# 제4세대 여성주의

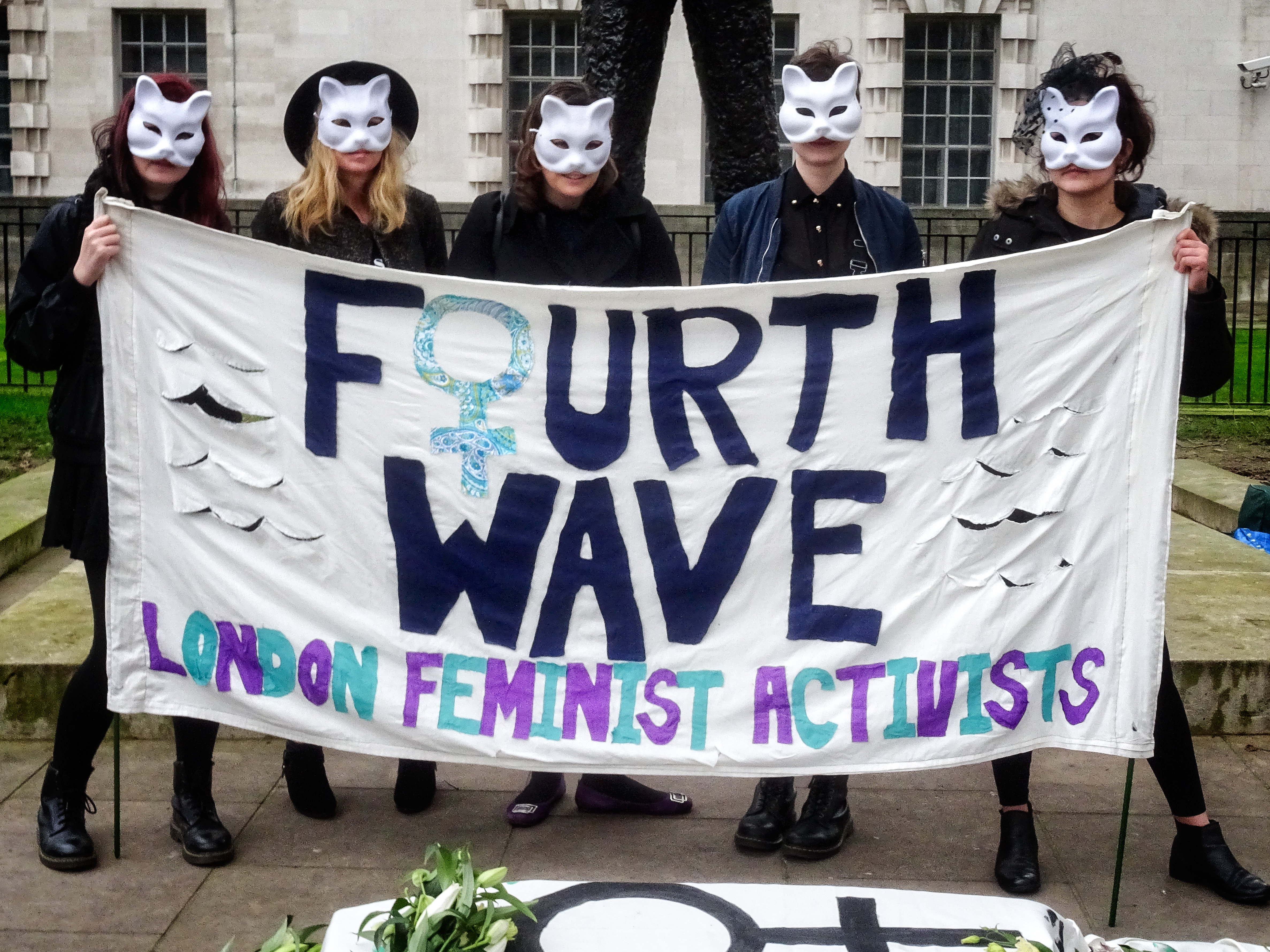
2017년 런던 세계 여성의 날.

제4파/제4물결 여성주의(第四波 女性主義, 영어: fourth-wave feminism) 또는 제4세대 여성주의(第四世代 女性主義)는 2010년대 초부터 여성주의 운동 내에서 새로이 생겨난 개념으로, 용어의 정의와 범위는 논쟁의 여지가 있다. 여성주의의 이 새로운 세대는 앞선 세대로부터 이어져 오고 있지만 현대적인 도구 및 처음으로 인터넷을 현저하게 활용하고 있으며, 또한 사회망은 여성주의자들의 제의를 확산하고 일상적인 성 차별에 맞서 싸우기 위해 빠르게 활동가들을 결집하게 하는 수단이 되었다.
제4세대 페미니즘은 온라인 여성주의와 연관이 있다고 여겨지는데, 특히 논의, 고양, 성평등 및 사회 정의 향상을 위해 페이스북이나 트위터, 인스타그램, 유튜브, 텀블러, 사회적 매체의 다른 유형에서 쓰인다. 전미여성기구 토론토에 따르면, 인터넷은 호출 문화를 만들었고, 이러한 상대적 용이함으로 즉각 성 차별이나 여성증오를 불러내어 저항할 수 있게 되었다.
교차적인 권력의 작동과 계층적 구조가 유색인종 여성과 트랜스여성 등 전통적으로 주변화된 사회 계층에 어떻게 영향을 주는지 역시 제4물결의 주요 주제이다. 제 4물결 페미니스트는 이러한 그룹이 정치, 경제 등에서 더 많은 대표성을 획득하기를 지지하며, 포용적인 정책과 관습을 통해 사회적 평등에 다가가기를 주장한다.
제 4물결 페미니즘은 동일 노동 동일 임금과 기회의 평등이 여성에게 주어지기를 주장하며, 성별에 따른 규준이 대등하게 자리잡기를 이야기한다. 혐오표현에 저항하고 여성에게 만연하는 폭력에 저항하며 의식을 고취하기를 위해 활자, 뉴스, 소셜 미디어 등 미디어 플랫폼을 동원한 활동이 주요 수단으로 사용된다.

## 같이 보기
- 대한민국의 여성주의#2015년 이후